# Kastrup (métro de Copenhague)
Pour l’article homonyme, voir Kastrup.
Kastrup est une station de la ligne 2 du métro de Copenhague située sur l'île d'Amager sur la commune de Tårnby. 

## Situation
La station de métro Kastrup est située à Tårnby dans le quartier de Kastrup sur Alleen. Elle est située sur le tracé de l'ancienne ligne ferroviaire Amagerbanen qui reliait Amagerbro et Dragør jusqu'en 1991. L'ancien bâtiment voyageurs est toujours présent à proximité de la station de métro. 
Elle est située entre les stations Femøren et Københavns Lufthavn.

## Histoire
La station de métro Kastrup entre en service le 28 septembre 2007.
Elle doit son nom au quartier qu'elle dessert. Kastrup est également le nom de l'aéroport de Copenhague, accessible depuis la station de métro Københavns Lufthavn. 

## Services au voyageurs

### Accès
La station Kastrup est aérienne. Elle est accessible depuis la rue par deux escaliers et deux ascenseurs permettant d'accéder à un tunnel à partir duquel un escalier et un ascenseur mènent directement au quai situé à la même hauteur que la rue. La station ne possède pas de niveau destiné à l'information des voyageurs et à la vente des titres de transport.

### Quais
La station dispose d'un quai central couvert et à l'air libre desservant 2 voies sur lesquelles circulent les métros à conduite automatique. Les voies sont séparées du quai par des portes vitrées à ouverture automatique. Des écrans informent les voyageurs des directions et du temps d'attente pour les prochains métros.

### Intermodalité
La station est en correspondance avec le réseau de bus de l'agglomération de Copenhague.
De nombreux emplacements pour le stationnement des vélos sont disponibles sur les espaces publics alentour. 

## À proximité
- Den Blå Planet : aquarium national du Danemark, réalisé par l'agence d'architecture danoise 3XN
- Kastrup Lystbådehavn : port de plaisance